# Контрада Торетела (Палермо)
Контрада Торетела је насеље у Италији у округу Палермо, региону Сицилија.
Према процени из 2011. у насељу је живело 96 становника. Насеље се налази на надморској висини од 524 м.